# Баранов В'ячеслав Григорович
В'ячеслав Григорович Баранов (26 лютого 1888 — 21 червня 1964) — військовий авіатор. Підполковник російської армії, згодом генерал-майор, начальник авіації Донської армії, начальник Окремого Донського корпусу Російської армії Врангеля. З метою таємного вивезення колишнього авіаційного майна Південно-Західного фронту на Дон пішов на службу до армії УНР. Обіймав посади інспектора авіації УНР, інспектора авіації Київського району армії Української Держави.

## Біографія
Народився 26 лютого 1888 року на станиці Луганська Донецького округу Війська Донського, тепер райцентр Луганської області. У 1905 році закінчив Донський кадетський корпус, після чого навчався в Миколаївському інженерному училищі.
У червні 1908 році направлений у 4-й саперний батальйон, згодом − служба у військовій телеграфній роті. З 31 березня по 30 травня 1910 року — в.о. діловода батальйонного суду. З вересня 1910 року − у 5-й повітроплавальній роті, невдовзі знову призначений у 4-й саперний батальйон. У листопаді 1910 року направлений на навчання до офіцерської повітроплавальної школи, по закінченні якої, у 1911 переведений на службу молодшим офіцером у 5-ту повітроплавальну роту. З березня 1912 року − при батальйоні повітроплавальної школи, витримав іспит на звання льотчика на апараті «Фарман». Пізніше склав іспит на звання військового льотчика на апараті «Фарман-7». У 1913 році призначений у Гвардійський корпусний авіаційний загін, через рік переведений у Гродненську фортечну повітроплавальну роту.

## Перша Світова війна
Улітку 1915 року перебував у відрядженні на заводі «Дукс», де навчався польотам на апаратах «Моран-парасоль». З 15 серпня 1915 до 19 січня 1917 року − начальник Гвардійського корпусного авіаційного загону, потім − начальник 7-го авіаційного дивізіону.

## Вивезення авіаційного майна з України
За спогадами самого Баранова, у 1917 році він скликав російських офіцерів і командирів частин до Києва на таємну нараду. Головною метою зібрання було вивезення колишнього авіаційного майна Південно-Західного фронту на Дон, де формувалися білогвардійські Донська і Добровольча армії. Для реалізації цього задуму Баранов зі своїми спільниками у грудні 1917 року поступили на службу до армії Української Народної Республіки. У 1918 року став інспектором авіації Київського району армії гетьмана П. Скоропадського. У грудні 1917 року, липні і серпні 1918 року змовникам удалося сформувати три ешелони з найціннішим авіаційним майном, яке вони відправили на південь Росії.

## Донська Армія
З 26 вересня 1918 до 3 березня 1919 року — командир Донського літакового дивізіону, згодом − начальник авіації Донської армії.
У березні 1920 року евакуювався з Новоросійська в Крим, призначений начальником окремого Донського корпусу. З 13 квітня 1920 року − член комісії для вироблення статуту Товариства взаємодопомоги чинів авіації.
У 1920 році за бойові відзнаки підвищений у чині до генерал-майора. Згодом − начальник Донського корпусу, член суду честі для штаб-офіцерів авіації.

## В еміграції
З листопада 1920 року перебував в еміграції в Болгарії та Сербії, згодом у Франції. З 1938 року − голова Союзу російських льотчиків у Франції. Брав участь у створенні Вищих військово-наукових курсів генерала М. М. Головіна.
З 1929 року − постійний співробітник журналу «Вартовий». Служив у Міністерстві авіації Франції. У 1940 році переїхав у Велику Британію, де після Другої світової війни займався науковою діяльністю.
21 червня 1964 року помер у Лондоні, похований на цвинтарі Вест-Промптон.